# Papežská univerzita Svatého Kříže
Papežská univerzita Svatého Kříže (latinsky Pontificia Universitas Sanctae Crucis, zkratka PUSC) nebo také prostě Santa Croce, je papežská univerzita, která sídlí v Římě. Byla založena papežským dekretem v roce 1984. Univerzitu vede personální prelatura Opus Dei. Velkým kancléřem univerzity je v současnosti prelát Fernando Ocáriz Braña.

## Historie
Univerzita vznikla v Římě z iniciativy sv. Josemariá Escrivy jako institut pro univerzitní vzdělání, výzkum a formaci. Jeho nástupce, bl. Álvaro del Portillo, získal schválení Svatého stolce. Výuka začala v akademickém roce 1984/85.

## Struktura
Univerzita je tvořena těmito fakultami:
- Fakulta komunikací
- Fakulta kanonického práva
- Filosofická fakulta
- Teologická fakulta

Univerzita sídlí v blízkosti Piazza Navona (Piazza di Sant'Apollinare) v paláci, který patřil koleji Germanicum-Hungaricum. Knihovna je poblíž Campo de' Fiori (via dei Farnesi). Součástí univerzity jsou také nejrůznější instituty (např. Vyšší institut náboženských věd, Centrum kněžské formace, Historický institut sv. Josemaríi Escrivá).

## Rektoři
- Ignacio Carrasco de Paula (1984–1994)
- Luis Clavell (1994–2002)
- Mariano Fazio (2002–2008)
- Luis Romera Oñate (2008–2016)
- Luis Felipe Navarro (od 2016)

## Velcí kancléři
- Álvaro del Portillo (1984–1994)
- Javier Echevarría Rodríguez (1994–2016)
- Fernando Ocáriz Braña (od 2016)